# نابالبییار د پلا
نابالبییار د پلا (به اسپانیایی: Navalvillar de Pela) یک شهرستان در اسپانیا است که در استان باداخس واقع شده‌است.